# Guillaume Lusson
Pour les articles homonymes, voir Lusson (homonymie).
Guillaume Lusson est un notable parisien, président de la Cour des Monnaies à Paris, et accessoirement compositeur de musique spirituelle. Il est mort à Paris le 25 décembre 1648.

## Biographie
Il est conseiller du roi en ses conseils d’état et privé, et premier président en la cour des Monnaies entre 1610 et 1637. Il est le fils (et l’exécuteur testamentaire) de Guillaume Lusson, docteur en médecine, régent en la Faculté de Paris et médecin du roi Henri IV (roi de France).
Son office à la Cour des monnaies fait que son nom apparaît dans de nombreux actes.
Il possédait des terres aux terroirs de Sainte-Geneviève du Mont et de Saint-Germain-des-Prés, qu’il donne le 21 décembre 1643 à Jean de Lessart, procureur en Parlement et sa femme ; il demeurait à cette époque rue du Colombier à Saint-Germain des Prés.
Il teste le 26 mars 1647 et meurt le 25 décembre 1648. Il donne à cette occasion son domaine de Chennevières à son cousin Claude de Lusson, auditeur en la Chambre des Comptes. Son inventaire après décès  révèle une belle bibliothèque mais pas de musique.

## Œuvres

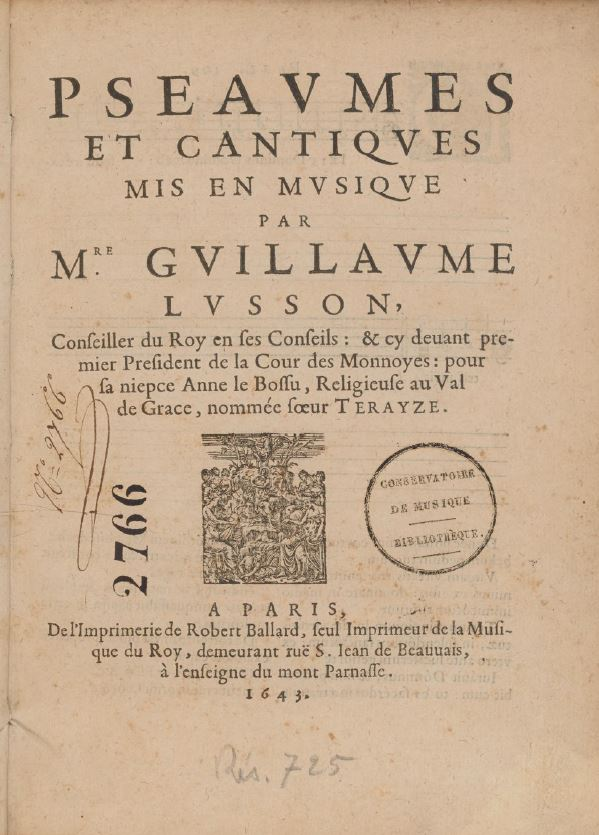
Pseaumes et cantiques pour voix et luth de Guillaume Lusson (Paris : Robert III Ballard, 1643). Paris BNF.

Il publie en 1643 un recueil de psaumes latins et français pour voix et luth :
- Pseaumes et cantiques mis en musique par Mre Guillaume Lusson, Conseiller du Roy en ses Conseils : & cy devant premier President de la Cour des Monnoyes : pour sa niepce Anne le Bossu, Religieuse au Val de Grace, nommée sœur Terayze. - Paris : Robert III Ballard, 1643. 1 vol. 4°. Guillo 2003 n° 1643-E, RISM L 3102. Numérisé sur Gallica.
Contient 10 pièces latines (5 psaumes, un magnificat, 4 hymnes) et 21 pièces françaises, la plupart des psaumes traduits par Philippe Desportes, d’autres par Métezeau ou Jacques Davy du Perron. Il y a également 4 cantiques en français. Les dix pièces sur les psaumes de Desportes sont transcrites dans Desmet 1994, vol. IV.
Cette partition a la particularité que sous la partie vocale, la tablature de luth est restée vierge ; elle pourrait témoigner du refus de Robert III Ballard d'imprimer une nouvelle tablature, dont on sait qu’elles se vendaient fort mal à l’époque.

La tablature de Lusson fait partie des nombreuses œuvres qui mettent en musique les psaumes des Desportes : elle rejoint à ce titre les œuvres de Denis Caignet, Charles de Courbes, Guillaume de Chastillon, sieur de La Tour ou Nicolas Signac.